# Giedde
Giedde (også Gjedde, Gedde) er navnet på flere danske og svenske adelsslægter, hvoraf især en skånsk uradelsslægt har gjort sig bemærket.

## Våben
En skråtstillet sølv gedde i blåt felt, på hjelmen et blåt og et sølv vesselhorn, derimellen ofte en nedadvendt sølv gedde.

## Historie
Den skånske slægts ældste led er formentlig Peder Lauridsen til Røgle (nævnt 1433) og Thorsten Lauridsen af Glumsløf (nævnt 1455), der formodes at være fader til Laurids Thorstensen (nævnt 1503 og 1514) til Røgle, hvis søn Knud Lauridsen Giedde (nævnt 1506, død før oktober 1538) var farfader til lensmand Brostrup Giedde (død 1614) tit Tomarp og Hellerup, hvis søn var rigsadmiral Ove Giedde (1594-1660) til Tommerup og Hellerup m.m. Han var fader til tolv børn, bl.a. oberberghauptmand Brostrup Giedde (1628-1668), til amtmand Knud Giedde (død 1707) til Vadskærgård, til oberst og amtmand på Bornholm Christian Giedde til Skivehus (død 1706), til Christopher Gädda (1637-1705), der blev introduceret på det svenske Ridderhus 1664, men ikke efterlod sig sønner, og til stiftamtmand Frederik Eiler Giedde (1641-1717) til Nordskov og Hindemae, hvis søn, oberst Carl Vilhelm Giedde (1698-1757) til Hindemae 1742 blev ophøjet til friherre af Wintersborg. Den nævnte amtmand Knud Giedde (død 1707) var bedstefader til Wulf Unger Giedde (1710-1777), hvis sønnesøn kammerherre, major Ove Unger Rosenkrantz Giedde (1784-1848) døde som slægtens sidste mand.

## Borgerlig slægt
Navn og våben føres også af en anset gammel dansk-norsk officersfamilie, uden at nogen som helst forbindelse mellem de to slægter kan påvises. Ritmester og interim kommandant på Møn Christian Giedde (1638-1705) var fader til generalmajor Samuel Christoph Gedde (1691-1766), som havde ti børn, hvoriblandt kaptajn Christian Gedde (1729-1798), generalmajor Hans Christopher Gedde (1738-1817) og oberst Salomon Gedde (1748-1809).